# Gustav Suttner

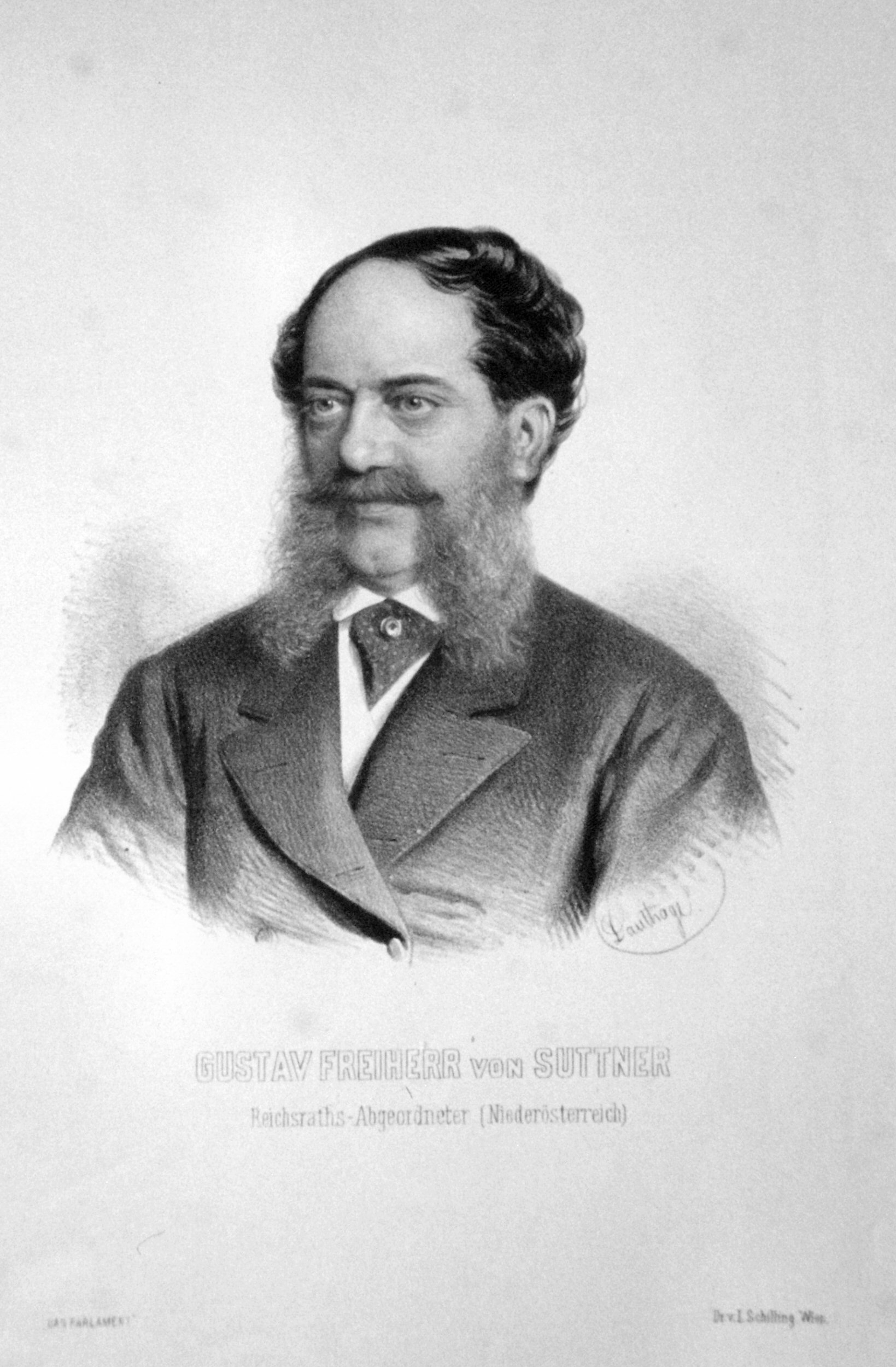
Gustav Suttner, um 1880

Gustav Ferdinand Daniel Suttner, auch Gustav Freiherr von Suttner oder Gustav von Suttner (* 6. September 1826 auf Schloss Kirchstetten in Kirchstetten (heute Gemeinde Neudorf im Weinviertel), Bezirk Mistelbach; † 27. Oktober 1900 in Wien) war Großgrundbesitzer und Abgeordneter zum Österreichischen Abgeordnetenhaus.

## Leben
Gustav Suttner war Sohn des Herrschaftsbesitzers Vinzenz Ritter von Suttner (1785–1827). Er ging ab 1836 ins Schottengymnasium in Wien als Privatist und besuchte danach Philosophische Jahrgänge an der Universität Wien. Von 1844 bis 1848 studierte er Rechtswissenschaft an der Theresianischen Ritterakademie in Wien. Er war der Besitzer der Güter Kirchstetten und Oberhöflein. Von 1855 bis 1900 war er auch Mitglied des Ausschusses der k.k. Landwirtschaftsgesellschaft in Wien. Im Jahr 1867 wurde ihm der Adelstitel Freiherr verliehen. Er war Ritter des Ordens der Eisernen Krone dritter Klasse. und starb am 27. Oktober 1900 im Alter von 74 Jahren in seiner Wohnung, Grünangergasse 1, in Wien an Altersschwäche.
Gustav Suttner war von 1861 bis 1867 und von 1868 bis 1896 Mitglied im Niederösterreichischen Landtag (I., II., III., IV., V. und VI. Wahlperiode), als Abgeordneter des Großgrundbesitzes.
Er war römisch-katholisch und ab 1851 verheiratet mit Adelheid (Adele) von Arioli, mit der er drei Töchter und einen Sohn hatte. Er war der Schwiegervater von Rudolf Graf Montecuccoli (1843–1922).

## Politische Funktionen

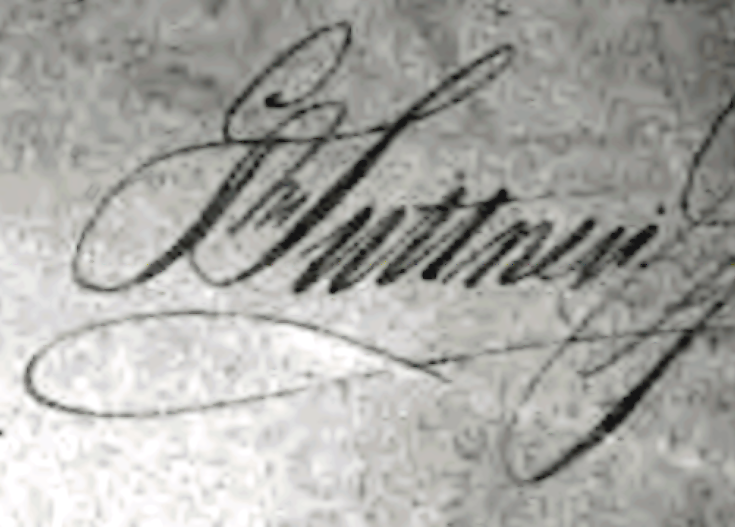
Unterschrift von Gustav Suttner, 1885

Gustav Suttner war vom 15. September 1870 bis zum 22. Januar 1897 Abgeordneter des Abgeordnetenhauses im Reichsrat (III., IV., V., VI., VII. und VIII. Legislaturperiode) und war dort für die Kurie Niederösterreich, Großgrundbesitz zuständig.

## Klubmitgliedschaften
Gustav Suttner war ab dem 17. Januar 1872 im Klub der Verfassungspartei, ab 1873 im Klub des Zentrums, ab 1879 im Klub der Liberalen, ab dem 19. November 1881 bei den Vereinigten Linken, ab 1885 beim Deutschösterreichischen Klub und ab dem 6. November 1888 bei den Vereinigten Deutschen Linken (Verfassungstreuer Großgrundbesitz).